# Su-6 (航空機)
 Su-6 / Су-6
- 用途：攻撃機
- 設計者： スホーイ設計局
- 製造者：
- 運用者：試作のみ
- 初飛行：1941年3月1日

Su-6(スホーイ6、スホイ6；ロシア語:Су-6スー・シェースチ)は、ソ連のスホーイ設計局で開発された試作攻撃機(シュトゥルモヴィーク)。また、当機をベースに混合動力高高度迎撃機であるSu-7（スホーイ7；ロシア語:Су-7スー・スィェーミ）も開発された。

## 概要

### 単座型 (A)
Il-2の後継機として1939年から開発は始まり、1940年3月4日に2機の試作機が発注され、翌年3月1日に初飛行した。テストでは前任機のIl-2より優秀な性能を示したが、エンジン(シュヴィェツォーフ M-71)が寿命となってテストは中止された。続く試作2号機の製作は独ソ戦による工場の疎開などで手間取り、飛行したのは1年後の1942年1月となった。2号機の性能も優秀だったので、設計局は生産設備の準備を済ませていたが、Il-2の生産ラインはフル稼働状態にあり、たとえ性能が上回っていても今更生産ラインを停止させるのは効率が悪く、また、スホーイの工場でもSu-2を生産しており、当機に生産を切り替えると生産数が落ちてしまう為、当機の発注が行なわれる事はなかった。

### 複座型 (S2A)
続く試作3号機には、後方防御を強化する為後部銃座を追加した複座機となった。重量が増加する為、爆弾搭載量を半分に減らし、エンジンを改良型のシュヴィェツォーフ M-71Fに換装した。その結果、Il-2よりも100km/hもの最高速度向上を達成できたが、シュヴィェツォーフ M-71Fが生産中止となり、代わりに液冷のミクーリンAM-42に換装したが、この換装により当機はIl-2の発展型Il-10に対して全般的に劣るようになり、不採用になった。
結局当機は生産される事はなかったが、1943年に設計者であるパーヴェル・スホーイが、当機の開発の功績でスターリン国家賞第一級を授与された。

## Su-7
1942年にスホーイ設計局は、軍に指示されたハルシチョフニコス加速装置 (VRDK (ロシア語:Воздушно-Реактивный Двигатель Компрессорный)) を搭載した混合動力戦闘機 (Su-5) の開発に先立ち、Su-6(A) を改造したSu-7レシプロ・ロケット混合戦闘機を開発した。
当機は初めから混合動力を考えていたわけではなく、Su-1から続くスーパーチャージャー付の高高度戦闘機だった。しかし、元のSu-6は攻撃機なので機体が重く、装甲を取り外しても推力不足だったので尾部にグルシュコ RD-1-Kh3 液体 (ケロシン、硝酸など) ロケットエンジンを補助動力として搭載した。テスト飛行ではレシプロのみでの最高速度が510km/hなのに対し、ロケットを稼動すれば705km/hまで向上し、補助ロケットの有用性を示したが、燃焼時間はたったの4分で、信頼性も薄かった。その後1945年のテスト中にエンジンが爆発して機体が失われ、そのまま計画中止となった。

## スペック (S2A)
- 全長:9.24 m
- 全幅:13.50 m
- 全高:3.89 m
- 翼面積:26.00 m2
- 空虚重量:4,000 kg
- 最大離陸重量:5,534 kg
- 最大速度:514 km/h
- エンジン:シュヴィェツォーフ M-71F 空冷星型18気筒 2,200 hp 1基
- 航続距離:973 km
- 実用上昇限度:8,100 m
- 上昇力:5000 m まで10.6分
- 武装:
  - 23mm機関砲 2門
  - 12.7mm機関砲 1門
  - 7.62mm機銃 2門
- 爆弾搭載量:200 kg
- 乗員:2名